# 1. Bundesliga 1996-97
La 1. Bundesliga 1996-97 fue la 34.ª edición de la Fußball-Bundesliga, la mayor competición futbolística de Alemania. La disputaron 18 equipos, y se llevó a cabo entre el 16 de agosto de 1996 y el 31 de mayo de 1997.
El campeón fue Bayern Múnich, que se aseguró el título a falta de una jornada con un triunfo como local ante Stuttgart por 4-2. El cuadro bávaro se quedó así con su decimotercera Bundesliga, siendo ésta su decimocuarta consagración en la máxima categoría del fútbol alemán.

## Equipos
| Pos | Descendidos de 1. Bundesliga |
| --- | ---------------------------- |
| 16º | Kaiserslautern               |
| 17º | Eintracht Fráncfort          |
| 18º | Uerdingen 05                 |

| Pos | Ascendidos de 2. Bundesliga |
| --- | --------------------------- |
| 1º  | Bochum                      |
| 2º  | Arminia Bielefeld           |
| 3º  | Duisburgo                   |

| Equipo                   | Ciudad          | Estadio                  | Aforo  |
| ------------------------ | --------------- | ------------------------ | ------ |
| 1860 Múnich              | Múnich          | Estadio Olímpico         | 63 000 |
| Arminia Bielefeld        | Bielefeld       | Estadio Alm              | 22 512 |
| Bayer Leverkusen         | Leverkusen      | BayArena                 | 22 500 |
| Bayern de Múnich         | Múnich          | Estadio Olímpico         | 63 000 |
| Bochum                   | Bochum          | Ruhrstadion              | 36 344 |
| Borussia Dortmund        | Dortmund        | Westfalenstadion         | 54 000 |
| Borussia Mönchengladbach | Mönchengladbach | Bökelbergstadion         | 34 500 |
| Colonia                  | Colonia         | Estadio Müngersdorfer    | 55 000 |
| Duisburgo                | Duisburgo       | Wedaustadion             | 30 128 |
| Fortuna Düsseldorf       | Düsseldorf      | Rheinstadion             | 55 850 |
| Friburgo                 | Friburgo        | Dreisamstadion           | 22 500 |
| Hamburgo                 | Hamburgo        | Volksparkstadion         | 62 000 |
| Hansa Rostock            | Rostock         | Ostseestadion            | 25 850 |
| Karlsruher               | Karlsruhe       | Wildparkstadion          | 33 800 |
| Schalke 04               | Gelsenkirchen   | Parkstadion              | 70 000 |
| St. Pauli                | Hamburgo        | Millerntor-Stadion       | 20 550 |
| Stuttgart                | Stuttgart       | Estadio Gottlieb Daimler | 53 700 |
| Werder Bremen            | Bremen          | Weserstadion             | 36 000 |

### Equipos porEstados federados
| Región                            | N.º | Equipos |
| --------------------------------- | --- | --- |
| Renania del Norte-Westfalia       | 9   | Arminia Bielefeld, Bayer Leverkusen, Bochum, Borussia Dortmund, Borussia Mönchengladbach, Colonia, Duisburgo, Fortuna Düsseldorf y Schalke 04 |
| Baden-Wurtemberg                  | 3   | Friburgo, Karlsruher y Stuttgart |
| Baviera                           | 2   | 1860 Múnich y Bayern de Múnich |
| Hamburgo                          | 2   | Hamburgo y St. Pauli |
| Bremen                            | 1   | Werder Bremen |
| Mecklemburgo-Pomerania Occidental | 1   | Hansa Rostock |

## Sistema de competición
Los dieciocho equipos se enfrentaron entre sí bajo el sistema de todos contra todos a doble rueda, completando un total de 34 fechas. Las clasificación se estableció a partir de los puntos obtenidos en cada encuentro, otorgando tres por partido ganado, uno por empatado y ninguno en caso de derrota. En caso de igualdad de puntos entre dos o más equipos, se aplicaron, en el mencionado orden, los siguientes criterios de desempate:
1. Mejor diferencia de goles en todo el campeonato;
2. Mayor cantidad de goles a favor en todo el campeonato;
3. Mayor cantidad de puntos en los partidos entre los equipos implicados;
4. Mejor diferencia de goles en los partidos entre los equipos implicados;
5. Mayor cantidad de goles a favor en los partidos entre los equipos implicados.

Al finalizar el campeonato, el equipo ubicado en el primer lugar de la clasificación se consagró campeón y clasificó a la fase de grupos de la Liga de Campeones de la UEFA 1997-98. El subcampeón, por su parte, accedió a la segunda ronda previa de la misma competencia. Asimismo, los equipos que finalizaron el certamen en tercer, cuarto, quinto y sexto lugar clasificaron a los treintaidosavos de final de la Copa de la UEFA 1997-98, mientras que los ubicados en las posiciones séptima, octava, novena y décima accedieron a la fase de grupos de la Copa Intertoto de la UEFA 1997. Como excepción, quedaba excluido de la consideración el equipo que hubiera obtenido la clasificación a la Recopa de Europa 1997-98 como campeón de la Copa de Alemania 1996-97 y que, paralelamente, hubiera finalizado el campeonato entre las posiciones tercera y décima inclusive; en cuyo caso le trasladaría su plaza al equipo ubicado en el lugar inmediatamente inferior.
Por otro lado, los equipos que ocuparon los últimos tres puestos de la clasificación —decimosexta, decimoséptima y decimoctava— descendieron de manera directa a la 2. Bundesliga.

## Clasificación
| Pos. | Equipo                   | Pts. | PJ | G  | E  | P  | GF | GC | Dif. | Clasificación 1997-98                          |
| ---- | ------------------------ | ---- | -- | -- | -- | -- | -- | -- | ---- | ---------------------------------------------- |
| 1    | Bayern Múnich (C)        | 71   | 34 | 20 | 11 | 3  | 68 | 34 | +34  | Fase de grupos de la Liga de Campeones         |
| 2    | Bayer Leverkusen         | 69   | 34 | 21 | 6  | 7  | 69 | 41 | +28  | Segunda ronda previa de la Liga de Campeones   |
| 3    | Borussia Dortmund        | 63   | 34 | 19 | 6  | 9  | 63 | 41 | +22  | Fase de grupos de la Liga de Campeones         |
| 4    | Stuttgart                | 61   | 34 | 18 | 7  | 9  | 78 | 40 | +38  | Dieciseisavos de final de la Recopa de Europa  |
| 5    | Bochum                   | 53   | 34 | 14 | 11 | 9  | 54 | 51 | +3   | Treintaidosavos de final de la Copa de la UEFA |
| 6    | Karlsruher               | 49   | 34 | 13 | 10 | 11 | 55 | 44 | +11  | Treintaidosavos de final de la Copa de la UEFA |
| 7    | 1860 Múnich              | 49   | 34 | 13 | 10 | 11 | 56 | 56 | 0    | Treintaidosavos de final de la Copa de la UEFA |
| 8    | Werder Bremen            | 48   | 34 | 14 | 6  | 14 | 53 | 52 | +1   | Fase de grupos de la Copa Intertoto            |
| 9    | Duisburgo                | 45   | 34 | 12 | 9  | 13 | 44 | 49 | −5   | Fase de grupos de la Copa Intertoto            |
| 10   | Colonia                  | 44   | 34 | 13 | 5  | 16 | 62 | 62 | 0    | Fase de grupos de la Copa Intertoto            |
| 11   | Borussia Mönchengladbach | 43   | 34 | 12 | 7  | 15 | 46 | 48 | −2   |                                                |
| 12   | Schalke 04               | 43   | 34 | 11 | 10 | 13 | 35 | 40 | −5   | Treintaidosavos de final de la Copa de la UEFA |
| 13   | Hamburgo                 | 41   | 34 | 10 | 11 | 13 | 46 | 60 | −14  | Fase de grupos de la Copa Intertoto            |
| 14   | Arminia Bielefeld        | 40   | 34 | 11 | 7  | 16 | 46 | 54 | −8   |                                                |
| 15   | Hansa Rostock            | 40   | 34 | 11 | 7  | 16 | 35 | 46 | −11  |                                                |
| 16   | Fortuna Düsseldorf       | 33   | 34 | 9  | 6  | 19 | 26 | 57 | −31  | Descenso de categoría                          |
| 17   | Friburgo                 | 29   | 34 | 8  | 5  | 21 | 43 | 67 | −24  | Descenso de categoría                          |
| 18   | St. Pauli                | 27   | 34 | 7  | 6  | 21 | 32 | 69 | −37  | Descenso de categoría                          |

Actualizado a los partidos jugados el 31 de mayo de 1997.
 Fuente: DFB
1. ↑  Copa de Alemania (CC): Stuttgart clasificó a los dieciseisavos de final de la Recopa de Europa como campeón de la Copa de Alemania 1996-97.

Notas:
1. ↑  Borussia Dortmund clasificó a la Liga de Campeones 1997-98 como campeón de la edición 1996-97.
2. ↑  Borussia Mönchengladbach rechazó su invitación a la Copa Intertoto 1997. Su lugar fue tomado por Hamburgo.
3. ↑  Schalke 04 clasificó a la Copa de la UEFA 1997-98 como campeón de la edición 1996-97.

| Bundesliga                       |
|                                  |
| Campeón Bayern Múnich 14º título |

## Resultados
| Local \ Visitante        | MUN | ARM | BAL | BAY | BOC | BOD | BOM | COL | DUI | FOR | FRI | HAM | HAN | KAR | SCH | STP | STU | WER |
| ------------------------ | --- | --- | --- | --- | --- | --- | --- | --- | --- | --- | --- | --- | --- | --- | --- | --- | --- | --- |
| 1860 Múnich              | —   | 1–3 | 3–3 | 3–3 | 0–1 | 1–3 | 3–0 | 2–1 | 1–1 | 3–0 | 4–0 | 2–1 | 2–0 | 1–1 | 2–1 | 4–2 | 2–5 | 0–3 |
| Arminia Bielefeld        | 2–3 | —   | 0–1 | 2–0 | 3–1 | 2–0 | 0–2 | 1–4 | 1–1 | 1–0 | 2–0 | 1–1 | 1–3 | 1–2 | 0–1 | 1–2 | 2–0 | 3–1 |
| Bayer Leverkusen         | 3–0 | 1–0 | —   | 5–2 | 2–0 | 4–2 | 3–0 | 4–2 | 1–0 | 0–1 | 5–3 | 5–0 | 4–1 | 3–1 | 2–0 | 3–0 | 0–0 | 2–1 |
| Bayern Múnich            | 1–1 | 1–0 | 4–2 | —   | 1–1 | 0–0 | 1–0 | 3–2 | 5–2 | 5–0 | 0–0 | 2–1 | 2–1 | 1–0 | 3–0 | 3–0 | 4–2 | 1–0 |
| Bochum                   | 2–2 | 1–1 | 2–2 | 1–1 | —   | 1–0 | 2–0 | 2–2 | 1–0 | 3–1 | 3–2 | 3–1 | 1–0 | 3–1 | 0–1 | 6–0 | 2–1 | 3–2 |
| Borussia Dortmund        | 4–1 | 5–0 | 3–1 | 1–1 | 2–0 | —   | 1–3 | 2–1 | 2–0 | 4–0 | 3–1 | 1–1 | 3–0 | 1–1 | 1–0 | 2–1 | 1–1 | 2–1 |
| Borussia Mönchengladbach | 1–0 | 0–0 | 2–2 | 2–2 | 6–2 | 5–1 | —   | 2–1 | 0–1 | 2–0 | 4–3 | 3–0 | 2–0 | 1–3 | 0–0 | 0–0 | 0–1 | 4–1 |
| Colonia                  | 1–0 | 2–5 | 4–0 | 2–4 | 2–0 | 1–3 | 4–0 | —   | 2–5 | 2–0 | 1–0 | 2–2 | 0–2 | 4–1 | 3–1 | 0–1 | 1–5 | 4–1 |
| Duisburgo                | 2–3 | 0–0 | 1–3 | 0–4 | 1–1 | 3–2 | 4–2 | 3–0 | —   | 0–0 | 1–4 | 1–1 | 0–1 | 2–2 | 0–1 | 1–0 | 3–1 | 3–2 |
| Fortuna Düsseldorf       | 0–0 | 1–2 | 0–0 | 0–2 | 2–2 | 2–0 | 1–0 | 0–3 | 1–1 | —   | 2–1 | 1–1 | 0–2 | 0–3 | 1–3 | 2–0 | 0–4 | 4–1 |
| Friburgo                 | 2–2 | 2–1 | 1–2 | 0–0 | 0–1 | 1–2 | 1–0 | 1–3 | 2–0 | 1–2 | —   | 0–4 | 1–0 | 1–1 | 2–3 | 4–0 | 1–1 | 3–2 |
| Hamburgo                 | 2–3 | 2–2 | 0–2 | 0–3 | 2–2 | 2–1 | 2–1 | 0–4 | 1–1 | 2–1 | 5–1 | —   | 1–1 | 2–0 | 1–0 | 3–0 | 0–4 | 3–2 |
| Hansa Rostock            | 2–4 | 3–1 | 1–0 | 0–3 | 0–0 | 0–1 | 1–0 | 0–0 | 0–1 | 3–1 | 3–1 | 0–1 | —   | 2–2 | 0–1 | 3–1 | 2–2 | 0–1 |
| Karlsruher               | 3–0 | 5–2 | 1–1 | 0–2 | 2–3 | 1–1 | 1–1 | 4–1 | 1–0 | 2–0 | 3–0 | 3–1 | 1–1 | —   | 0–0 | 4–0 | 0–2 | 1–3 |
| Schalke 04               | 4–1 | 0–0 | 1–2 | 1–1 | 1–1 | 1–3 | 0–0 | 1–1 | 4–0 | 0–1 | 0–2 | 2–0 | 2–0 | 0–1 | —   | 0–0 | 1–0 | 1–1 |
| St. Pauli                | 0–0 | 2–3 | 3–1 | 1–2 | 2–1 | 0–1 | 1–3 | 0–0 | 0–2 | 3–0 | 2–0 | 2–2 | 0–1 | 2–4 | 4–4 | —   | 2–1 | 0–3 |
| Stuttgart                | 1–1 | 4–2 | 1–2 | 1–1 | 3–1 | 4–1 | 5–0 | 4–0 | 0–2 | 0–2 | 4–2 | 4–1 | 5–1 | 1–0 | 4–0 | 3–0 | —   | 2–1 |
| Werder Bremen            | 1–1 | 2–1 | 1–1 | 3–0 | 5–1 | 0–4 | 1–0 | 3–2 | 0–2 | 1–0 | 1–0 | 0–0 | 1–1 | 1–0 | 3–0 | 2–1 | 2–2 | —   |

## Estadísticas

### Goleadores
| Jugador          | Equipo           | Goles |
| ---------------- | ---------------- | ----- |
| Ulf Kirsten      | Bayer Leverkusen | 22    |
| Anton Polster    | Colonia          | 21    |
| Fredi Bobic      | Stuttgart        | 19    |
| Sean Dundee      | Karlsruher       | 17    |
| Giovane Élber    | Stuttgart        | 17    |
| Paulo Sérgio     | Bayer Leverkusen | 17    |
| Bernhard Winkler | 1860 Múnich      | 17    |